# Kavitation
Kavitation (dannelse af gashulrum i væske) er et fænomen, der kan opstå, hvis en skrue, propel eller lignende roterer så hurtigt at den omgivende væske delvist omdannes til damp. Dette resulterer i, at væsken slipper skruen og i princippet danner gasbobler. Denne effekt kan resultere i tabt energi, støj, rystelser og nogle gange synlig sonoluminescens.
Kavitering kan skade skruen grundet de opståede rystelser, når dele af skruen hamrer ind i væsken igen – eller grundet boble-implosionsstøj. Dette kalder man kavitations-slid.
- Højhastighedsjet af væske der rammer en fast overflade, grundet implosion
- Kaviteringsskader på en ventilplade til et stempel i en hydraulisk pumpe
- Pumpehjul skadet af kavitation

| Maskiner | Spire Denne artikel om maskiner, maskindele og apparater er en spire som bør udbygges. Du er velkommen til at hjælpe Wikipedia ved at udvide den. |